# Gerald Ames
Percy Gerald Ames (ur. 12 września 1880 w Lewisham, zm. 2 lipca 1933 w Knightsbridge) – brytyjski szermierz, szpadzista. Członek brytyjskiej drużyny olimpijskiej w 1912 roku.

## Biografia
Oprócz kariery sportowej był również aktorem i reżyserem. Karierę aktorską zaczynał w 1905 występując w teatrze. W latach 1914–1928 pojawił się w ponad 60 produkcjach filmowych (niemych). Zmarł w 1933 upadając ze schodów stacji metra Knightsbridge oraz przechodząc zawał serca. Był żonaty - jego żoną była aktorka Mary Dibley. 